# Rosa daggmask
Rosa daggmask (Aporrectodea rosea) är en ringmaskart som först beskrevs av Savigny 1826.  Rosa daggmask ingår i släktet Aporrectodea och familjen daggmaskar. Arten är reproducerande i Sverige. Inga underarter finns listade i Catalogue of Life.